# Chetviórtaya Rota
Chetviórtaya Rota (del ruso: Четвёртая Рота) es un seló del distrito de Lázarevskoye de la unidad municipal de la ciudad de Sochi del krai de Krasnodar, en el sur de Rusia. Está situado en el curso alto del Vostochni Dagomýs, 18 km al norte de Sochi y 156 km al sureste de Krasnodar, la capital del krai. No tenía población constante en 2010.
Pertenece al ókrug rural Vólkovski.

## Historia
Tras la derrota de los pueblos shapsug y ubijé en la guerra ruso-circasiana en 1864 y su posteriot emigración al Imperio otomano (Muhayir), el Imperio ruso inició la asimilación de la franja costera del mar Negro, y para este fin se concedieron tierras en la zona a los soldados licenciados del Ejército de la 2ª, 3ª y 4ª compañía del 2º batallón de la Línea defensiva del Cáucaso, que crearon asentamientos en el valle del Dagomýs a los cuales bautizaron con el nombre de su compañía (Vtóraya Rota, Tretia Rota y Chetviórtaya Rota).
Perteneció entre el 26 de diciembre de 1962 y el 16 de enero de 1965 al raión de Tuapsé.

## Transporte
Once kilómetros al suroeste de la localidad se halla la estación de ferrocarril de Dagomýs en la línea Tuapsé-Sujumi de la red del ferrocarril del Cáucaso Norte. Asimismo por la localidad anterior pasa la carretera federal M27 Dzhubga-frontera abjasa.